# Bordj
Un bordj ou borj est une citadelle militaire ottomane[réf. nécessaire] au temps des régences d'Alger, BORJ (plur. Pers. borjhā, borūj; Ar. borūj, abrāj, abreja) c'est un mot derivé de l'adaptation Araméen du Latin burgus (Allemand: Burg) “Chateau”, ces installations existait aussi au Tunis et de Tripoli. Des fortifications similaires sont bâties au Maroc, notamment à Fès et à Taza, par les sultans de la dynastie saadienne. 